# Gao Hongmiao
Pour les articles homonymes, voir Gao.
Gao Hongmiao (chinois simplifié : 高红苗), née le 17 mars 1974 est une athlète chinoise, spécialiste de la marche.

## Biographie

### Débuts prometteurs en junior
En 1992, elle est championne du monde junior à Séoul sur 5 000 m marche en 21 min 23 s 03.

### Carrière
En 1993, elle termine deuxième des Jeux Nationaux de Pékin sur 10 km en 41 min 57. En décembre, elle remporte les championnats d'Asie disputé à Manille sur 10 000 mètres en 47 min 08 s 98. 
En avril 1994, elle est championne de Chine sur 10 000 mètres en 41 min 37 s 9. En octobre, elle remporte les Jeux Asiatiques d'Hiroshima sur 10 km en 44 min 11.
En 1995, elle remporte la coupe du monde de marche à Pékin en 42 min 19. Elle gagne aussi l'épreuve par équipe avec la Chine.
Lors des Championnats du monde de Göteborg, elle est disqualifiée sur l'épreuve de 10 km.
En 1996, elle est disqualifiée de l'épreuve olympique du 20 km marche, ce qui restera la principale désillusion de sa carrière.
En 1999, elle est septième de la coupe du monde de marche à Mézidon-Canon et remporte l'épreuve par équipe avec la Chine.

### Reconversion et compétition en vétéran
À la suite d'une blessure à la cuisse gauche, elle ne peut participer aux Jeux Olympiques de Sydney en 2000 et doit mettre un terme à sa carrière en 2002.
Elle est aujourd'hui entraîneur de marche et de course de fond en Chine dans une école à Shenyang.
Elle continue la compétition pour le plaisir dans la catégorie vétéran et obtiendra la médaille de bronze sur 5 000 mètres marche aux Championnats du monde vétéran 2015 à Lyon ainsi que la cinquième place sur 5 000 mètres en course dans la catégorie des 40 ans.
En 2016, elle remporte quatre médailles d'or aux Championnats d'Asie vétéran dans la catégorie 40-44 ans.

## Palmarès

### International
| Date | Compétition                 | Lieu          | Résultat | Épreuve    | Marque         |
| ---- | --------------------------- | ------------- | -------- | ---------- | -------------- |
| 1992 | Championnat du monde junior | Seoul         | 1re      | 5 000 m    | 21 min 23 s 03 |
| 1993 | Championnat d'Asie          | Manille       | 1re      | 10 000 m   | 47 min 08 s 98 |
| 1994 | Jeux Asiatiques             | Hiroshima     | 1re      | 10 km      | 44 min 11      |
| 1995 | Coupe du monde de marche    | Pékin         | 1re      | 10 km      | 42 min 19      |
| 1995 | Coupe du monde de marche    | Pékin         | 1re      | Par équipe | 443 pts        |
| 1999 | Coupe du monde de marche    | Mézidon-Canon | 7e       | 20 km      | 1 h 30 min 03  |
| 1999 | Coupe du monde de marche    | Mézidon-Canon | 1re      | Par équipe | 13 pts         |

### National
Jeux nationaux chinois: 2e en 1993 sur 10 km.
Championnats de Chine: 1re en 1994 sur 10 000 m.

## Records
| Épreuve         | Performance    | Lieu          | Date |
| --------------- | -------------- | ------------- | ---- |
| 5 000 m marche  | 21 min 20 s 03 | Séoul         | 1992 |
| 10 000 m marche | 41 min 37 s 99 | Pékin         | 1994 |
| 10 km marche    | 41 min 57      | Pékin         | 1993 |
| 20 km marche    | 1 h 30 min 03  | Mézidon-Canon | 1999 |